# 巴特勒敦 (馬里蘭州)
巴特勒敦（英語：Butlertown）是位於美國馬里蘭州肯特縣的一個普查規定居民點。

## 人口
根據2020年美國人口普查的數據，巴特勒敦的面積為2.14平方千米，當中陸地面積為2.12平方千米，而水域面積為0.02平方千米。當地共有人口520人，而人口密度為每平方千米242.99人。